# Nikolaj Sørensen
Nikolaj Sørensen (Copenhague, Dinamarca, 18 de febrero de 1989) es un deportista canadiense que compite en patinaje artístico, en la modalidad de danza sobre hielo.
Ganó dos medallas de plata en el Campeonato de los Cuatro Continentes de Patinaje Artístico sobre Hielo, en los años 2023 y 2024.

## Palmarés internacional
| Campeonato de los Cuatro Continentes | Campeonato de los Cuatro Continentes | Campeonato de los Cuatro Continentes | Campeonato de los Cuatro Continentes |
| Año                                  | Lugar                                | Medalla                              | Categoría                            |
| ------------------------------------ | ------------------------------------ | ------------------------------------ | ------------------------------------ |
| 2023                                 | Colorado Springs (Estados Unidos)    | Medalla de plata                     | Danza sobre hielo                    |
| 2024                                 | Shanghái (China)                     | Medalla de plata                     | Danza sobre hielo                    |